# Liste der Monuments historiques in Malans (Doubs)
Die Liste der Monuments historiques in Malans führt die Monuments historiques in der französischen Gemeinde Malans auf.

## Liste der Objekte
| Bezeichnung                         | Beschreibung                          | Standort                      | Kennzeichnung | Schutzstatus | Datum | Bild |
| ----------------------------------- | ------------------------------------- | ----------------------------- | ------------- | ------------ | ----- | ---- |
| Skulpturengruppe Mariä Verkündigung | Holz, farbig gefasst, 17. Jahrhundert | in der Kapelle St-Loup (Lage) | PM25000917    | Classé       | 1981  |      |